# اسحاق علی موسی
اسحاق علی موسی (انگلیسی: Ishak Ali Moussa؛ زادهٔ ۲۷ دسامبر ۱۹۷۰) بازیکن سابق و مربی فوتبال اهل الجزایر است.
از باشگاه‌هایی که در آن بازی کرده‌است می‌توان به باشگاه فوتبال شباب بلوزداد اشاره کرد.